# Genoeg (Herman van Veen)
Genoegis een single van Herman van Veen.
Van Veen schreef zelf de muziek en Theo Olthuis schreef de tekst voor dit lied dat was bedoeld ter ondersteuning van de documentaire Steen voor steen over het Forest Parents Plan. In 1990 hadden zij een wereldtop in New York. Genoeg vertelt dat er (in wezen) genoeg eten is voor iedereen, als niemand meer eet dan nodig is.
De B-kant Regels kwam ook uit handen van Van Veen en Olthuis. Een langere versie van dit nummer staat op de CD 'In vogelvlucht 2' uit 1991.

## Hitnotering
De Nederlandse Top 40, Belgische BRT Top 30 en Vlaamse Ultratop 30 werden niet bereikt

### NederlandseNationale Hitparade Top 100
| Positie: | 96 | 86 | 86 | 80 | 95 | uit |